# Qatar la Jocurile Olimpice de vară din 2016
Qatarul a participat la Jocurile Olimpice de vară din 2016 de la Rio de Janeiro în perioada 5 – 21 august 2016, cu o delegație de 38 de sportivi, care a concurat în zece sporturi. Cu o medalie de argint, prima din istoria sa, Qatarul s-a aflat pe locul 69 în clasamentul final.

## Participanți
Delegația din Qatar a cuprins 38 de sportivi: 36 de bărbați și două femei. Cel mai tânăr atlet din delegație a fost sprintera Dalal Mesfer Al Harith (16 ani), cel mai bătrân a fost trăgătorul de tir Nasser Al-Attiya (45 de ani).
| Sport     | Masculin | Feminin | Total |
| --------- | -------- | ------- | ----- |
| Atletism  | 7        | 1       | 8     |
| Box       | 2        | 0       | 2     |
| Echitație | 4        | 0       | 4     |
| Haltere   | 1        | 0       | 1     |
| Handbal   | 15       | 0       | 15    |
| Judo      | 1        | 0       | 1     |
| Natație   | 1        | 1       | 2     |
| Taekwondo | 1        | 0       | 1     |
| Tir       | 2        | 0       | 2     |
| Volei     | 2        | 0       | 2     |
| Total     | 36       | 2       | 38    |

## Medaliați
| Medalie | Nume               | Sport    | Probă                         | Dată      |
| ------- | ------------------ | -------- | ----------------------------- | --------- |
| Argint  | Mutaz Essa Barshim | Atletism | Săritura în înălțime masculin | 16 august |